# Josep Maria de Garganta i Vila-Manyà
Josep Maria de Garganta i Vila-Manyà (* 1878 in Sant Feliu de Pallerols (Garrotxa); † 1. Mai 1928 in Olot) war ein katalanischer Dichter und Lyrikübersetzer.

## Leben und Werk
Josep Maria de Garganta i Vila-Manyà wurde 1878 in Sant Feliu de Pallerols in der Garrotxa geboren. Im Alter von zehn Jahren ging de Garganta nach Olot, um dort bei den Escolapis die Grund- und Oberschule zu besuchen. Er arbeitete schon als junger Mann an dem katalanischen Wörterbuch von Alcover mit. Mit nur 19 Jahren wurde er 1897 mit der Leitung der Olotenser Wochenzeitschrift El Deber betraut, für die er 1889 die Beilage zu Geschichte, Literatur und Folklore L'Hostolenc eingeführt und bis 1900 verantwortet hatte. 1901 musste er aufgrund gesundheitlicher Probleme diese Position aufgeben. Er führte ab diesem Zeitpunkt bis zu seiner Rekonvaleszenz ein in den heimischen vier Wänden zurückgezogenes, privates Leben.

### Der Dichter
Nachdem um 1908 seine Gesundheit wieder hergestellt war, nahm er seine alte Tätigkeit wieder auf. Er widmete sich dem Schreiben von Gedichten. Zusammen mit dem Schriftsteller und Philosophen Josep Maria Capdevila, dem Arzt und Historiker Joaquim Danés i Torras und dem Politiker und Diplomaten Carles Badia organisierte er öffentliche, literarische Sitzungen an der Font Pedrera (Quelle Pedrera). Hier wurden seine und die Gedichte anderer Autoren öffentlich vorgetragen. In diesen Jahren arbeitete er viel in Archiven und bereitete spätere Studien vor. Er arbeitete bei der Zeitschrift El Fluvià mit. 1909 gründete und leitete er die Zeitschrift La Fulla Seràfica. 1910 gab de Garganta seine erste, mit zahlreichen mythischen, historischen und literarischen Referenzen versehene Gedichtsammlung Arquimesa heraus. 1912 gab er dann die zweite Sammlung  Evocacions heraus, die von seinem Freund Miquel Costa i Llobera hoch gelobt wurde. Zusammen mit der Gruppe Agelnya de la Garrotxa veröffentlichte er zwischen 1915 und 1918 erste journalistische Aufsätze in der Zeitschrift Vida Olotina. Im Jahr 1922 veröffentlichte er die romantisch gefärbte Gedichtsammlung Hores de col·legi, die Erinnerungen seiner Kindheits- und Schulzeit reflektieren. Alle drei Gedichtsammlungen wurden zunächst als kleinformatige, private Zeitungsausgaben herausgegeben. Erst 1968 wurden sie in einem einzigen Gedichtband gefasst.

### Der Übersetzer
Als Übersetzer war de Garganta verantwortlich für zahlreiche katalanische Versionen italienischer, englischer, lateinischer, portugiesischer, französischer und rumänischer Originallyrik. Diese Gedichte veröffentlichte er in Zeitschriften von Olot und Barcelona. Hierbei übertrug er Autoren wie Matteo Boiardo, Giacomo Leopardi, Alessandro Manzoni, Joachim du Bellay, Pierre de Ronsard, William Wordsworth, Francis Jammes, Charles-Julien Lioult de Chênedollé, Félix Arvers, Alfred de Vigny, José-Maria de Heredia, Gustave Nadaud, Vasile Alecsandri, Thomas Gray, Frederick Tennyson und vor allen Dingen Longfellow in die katalanische Sprache. Insbesondere die nicht vollständige Übersetzung von Longfellows Evangeline: A Tale of Acadie wurde von dem katalanischen Dichter und Schriftsteller Joaquim Ruyra als Übersetzung von „großer Eleganz“ gewürdigt. Im Jahr 1878 erhielt de Gargantas Übersetzung von Vasile Alecsandris Cant de la Raza Latina bei den Blumenspielen von Montpellier den Preis der besten romanischsprachigen Übersetzung aus insgesamt sieben romanischsprachigen Übersetzungen. An diesem Wettbewerb hatte auch Frédéric Mistral teilgenommen.

### Sonstiges
De Garganta galt als entschiedener Anhänger, Verfechter und Kenner der Plansprache Esperanto. Die Bibliothek von Sant Feliu de Pallerols ist nach Josep Maria de Garganta benannt.

## Wertung
Josep Maria de Garganta starb am ersten Mai 1928 im Alter von fünfzig Jahren in Olot. Sein Freund, Josep Maria Capdevila, veröffentlichte 1968 zahlreiche seiner Gedichte und Gedichtübertragungen. Er gab eine Sammlung vieler seiner Originalwerke und seiner besten Übersetzungen, mit dem Ziel heraus, diese für neue Generationen zugänglich zu machen. Abgesehen von kulturellen Kreisen in Barcelona wurde das literarische Werk Josep Maria de Gargantas international bisher kaum wahrgenommen.

## Persönliches
De Garganta hatte als junger Mann geheiratet und hatte vier Kinder, die über Olot hinaus Geschichte schrieben. Joan de Garganta und Fàbrega (Olot 1902 – Medellín 1973) war Schriftsteller, Politiker und Bürgermeister von Olot; Miquel de Garganta i Fàbrega (Olot 1903 – 1988) war Botaniker, Apotheker und Mitarbeiter von Pompeu Fabra bei der botanischen Nomenklatur; Josep Maria de Garganta i Fàbrega (Olot 1905 – Torrent 1980) war Dominikaner, Theologe und Kirchenhistoriker; Tochter Consol de Garganta i Fàbrega (Olot 1908 – 2009), war verantwortlich für die Erhaltung des Familienerbes. Im Jahr 1981 erhielten die Garganta Kinder Miquel und Consol stellvertretend für die gesamte Familie die Silbermedaille der Stadt Olot. Im Jahr 1987 gab die Stadt Olot und die Gemeinde Sant Feliu de Pallerols eine Sammlung von biographischen Texten verschiedener Autoren über die Mitglieder der Familie Garganta heraus.